# 米爾伍德鎮區 (密蘇里州林肯縣)
米爾伍德鎮區（英語：Millwood Township）是位於美國密蘇里州林肯縣的一個行政鎮區。

## 地方資料
米爾伍德鎮區的面積為106.64平方千米，當中陸地面積為105.78平方千米，而水域面積為0.86平方千米。根據2020年美國人口普查的數據，當地共有人口779人，而人口密度為每平方千米7.3人。